# العلاقات التشادية الموريتانية
العلاقات التشادية الموريتانية هي العلاقات الثنائية التي تجمع بين تشاد وموريتانيا.

## مقارنة بين البلدين
هذه مقارنة عامة ومرجعية للدولتين:
| وجه المقارنة                                              | تشاد                      | موريتانيا                 |
| --------------------------------------------------------- | ------------------------- | ------------------------- |
| المساحة (كم2)                                             | 1.28 مليون                | 1.03 مليون                |
| عدد السكان (نسمة)                                         | 15.23 مليون               | 4.42 مليون                |
| الكثافة السكانية (ن./كم²)                                 | 11.9                      | 4.29                      |
| العاصمة                                                   | انجمينا                   | نواكشوط                   |
| اللغة الرسمية                                             | لغة فرنسية، اللغة العربية | اللغة العربية، لغة فرنسية |
| العملة                                                    | فرنك وسط أفريقي           | أوقية موريتانية، أوقية ‏   |
| الناتج المحلي الإجمالي (بليون دولار)                      | 9.98 مليار                | 5.02 مليار                |
| الناتج المحلي الإجمالي (تعادل القوة الشرائية) بليون دولار | 30.54 مليار               |                           |
| الناتج المحلي الإجمالي الاسمي للفرد دولار أمريكي          | 775                       |                           |
| الناتج المحلي الإجمالي للفرد دولار أمريكي                 | 2.18 ألف                  | 3.91 ألف                  |
| مؤشر التنمية البشرية                                      | 0.392                     | 0.506                     |
| رمز المكالمات الدولي                                      | +235                      | +222                      |
| رمز الإنترنت                                              | .td                       | .mr                       |
| المنطقة الزمنية                                           | ت ع م+01:00               | 00                        |

## منظمات دولية مشتركة
يشترك البلدان في عضوية مجموعة من المنظمات الدولية، منها:
| علم المنظمة | اسم المنظمة                                 | تاريخ انضمام تشاد | تاريخ انضمام موريتانيا |
| ----------- | ------------------------------------------- | ----------------- | ---------------------- |
|             | وكالة ضمان الاستثمار متعدد الأطراف          | 11 يونيو 2002     | 8 سبتمبر 1992          |
|             | منظمة التعاون الإسلامي                      | ?                 | ?                      |
|             | منظمة الشرطة الجنائية الدولية               | ?                 | ?                      |
|             | مجموعة دول أفريقيا والكاريبي والمحيط الهادئ | ?                 | ?                      |
|             | منظمة حظر الأسلحة الكيميائية                | ?                 | ?                      |
|             | منظمة التجارة العالمية                      | ?                 | 31 مايو 1995           |
|             | الأمم المتحدة                               | 20 سبتمبر 1960    | 27 أكتوبر 1961         |
|             | الاتحاد الأفريقي                            | ?                 | 25 مايو 1963           |
|             | مؤسسة التمويل الدولية                       | 2 أبريل 1998      | 29 ديسمبر 1967         |
|             | يونسكو                                      | 19 ديسمبر 1960    | 10 يناير 1962          |
|             | مؤسسة التنمية الدولية                       | 7 نوفمبر 1963     | 10 سبتمبر 1963         |
|             | الاتحاد الدولي للاتصالات                    | 25 نوفمبر 1960    | 18 أبريل 1962          |
|             | البنك الإفريقي للتنمية                      | ?                 | ?                      |
|             | أفريستات ‏                                   | 21 سبتمبر 1993    | 1998                   |
|             | البنك الدولي للإنشاء والتعمير               | 10 يوليو 1963     | 10 سبتمبر 1963         |
|             | المركز الدولي لتسوية المنازعات الاستشارية   | 14 أكتوبر 1966    | 14 أكتوبر 1966         |
|             | الاتحاد البريدي العالمي                     | ?                 | ?                      |